# 平岩幹男
平岩 幹男（ひらいわ みきお、1951年（昭和26年） - ）は、日本の発達障害研究者。ラビット発達臨床研究所代表。小児科専門医・小児神経科専門医（いずれも元。更新せず）。医師・医学博士、身体障害福祉法（肢体不自由）指定医。

## 概要
福岡県北九州市（出生当時は戸畑市）に生まれ、１０歳まで九州で育ち、その後は関東地方で生活。高校２年生までは歴史の研究者を目指していたが、その後医学の道を目指すことになった。医師・発達障害研究者。自閉症スペクトラム障害の子どもをたくさん診てきた小児科医であり、自閉症を中心とした発達障害を抱える子どもたちや思春期の子どもたちの診療を完全予約制で行っている。２０２３年特発性間質性肺炎にり患して入院治療を行った。何とか復帰はできたが、年齢的なこともあり、外来は縮小中。
趣味の範囲は広く、京都や奈良の歴史探訪が好き。ホームページでも趣味などについて紹介している。https://rabbit.ciao.jp/
うさぎ１号のハンドルネームでX（旧ツイッター）、YouTube動画の作成、Voicyの配信も発達障害関連を中心に行っている。https://twitter.com/hiraiwamikiohttps://www.youtube.com/channel/UCOvBVrcUJyGjXIYf0GSUxSA?view_as=subscriber　https://voicy.jp/channel/3101
近年は、「読めない」ことが、学力低下に結びつくことをストップさせたいという思いから、「発達性読み書き障害（ディスレクシア）」を乗り越えるトレーニングに着目しており、ゲーム感覚で継続できる方法としてNintendo Switchのアプリ「読むトレGO！」の開発に関わった。

このゲームは自身の理論に沿ったメソッドにゲームをすることで、家庭で読み書き障害であるディスレクシア改善トレーニングにつながる可能性がある。
また発達性協調運動障害への対応のため、放課後等デイサービスを中心としたトレーニングシステム『トレキング』を神奈川県立保健福祉大学の笹田哲教授と開発監修し、実用化されている（Something Good社）

経歴は、国立研究開発法人国立成育医療研究センター理事（２０１９年退任）、埼玉小児保健協会理事（２０２１年退任）、東京大学医学部小児科非常勤講師（２０２０年退任）、公益社団日本小児保健協会常任理事・副会長（２０１９年退任）。Journal of Autism and related disabilities（国際自閉症及び関連障害ジャーナル）: editorial board（編集委員）、公益社団日本小児科学会名誉会員、公益社団日本小児保健協会名誉会員。
江戸末期・初代中島玄覚国光が創立した蘭学塾『桃林軒塾』をルーツとした中島病院（埼玉県戸田市）には、「発達外来（平岩外来）」がある。

## 略歴
- 1976年：東京大学医学部卒業、三井記念病院
- 1978年：帝京大学小児科
- 1989年：帝京大学小児科講師
- 1992年：戸田市立健康管理センター母子保健課長
- 2001年：母子保健奨励賞、毎日新聞社賞受賞
- 2002年：戸田市立医療保健センター（改称）参事
- 2003年：母子保健奨励賞、毎日新聞社賞受賞、皇居参内
- 2007年：戸田市立医療保健センター退職、Rabbit Developmental Research（ラビット発達臨床研究所）を開設
- 2007年：東京大学医学部非常勤講師（２０２０年まで）
- 2009年：Rabbit Developmental Researchに改称(和名：ラビット発達臨床研究所）
- 2020年：YouTube動画配信開始　https://www.youtube.com/channel/UCOvBVrcUJyGjXIYf0GSUxSA?view_as=subscriber
- 2021年：公益社団法人日本小児科学会名誉会員、公益社団法人日本小児保健協会名誉会員

## 著書

### 単著
- 『読むトレGO!DX』Nintendo Switchソフト+練習帳+マイクセット　合同出版2021年 ISBN 477263066X
- 『イラストでわかる発達が気になる子のライフスキルトレーニング』: 「できた!」を増やす対応法 幼児期~学童期編 合同出版2018年　ISBN 4772613544
- 『読むトレGO!』スモールステップ読む練習帳　合同出版2020年 ISBN 4772614265
- 『発達障害児への ライフスキルトレーニング』LST: 学校・家庭・医療機関でできる練習法 合同出版2015年 ISBN 4772612459
- 『自閉症・発達障害を疑われたとき・疑ったとき』合同出版2015年 ISBN 4772612599
- 『自閉症スペクトラム障害』療育と対応を考える：台湾語訳あり　岩波書店2012年 ISBN 4004314011
- 『ディスレクシア発達性読み書き障害 トレーニング・ブック』合同出版2018年 ISBN 4772613595
- 『あきらめないで! 自閉症 幼児編』講談社2010年 ISBN 4062596520
- 『発達障害: 思春期からのライフスキル』岩波書店2019年 ISBN 4005009085
- 『幼稚園・保育園での発達障害の考え方と対応 役に立つ実践編』少年写真新聞社2010年 ISBN 4879813591
- 『幼稚園・保育園での発達障害の考え方と対応』少年写真新聞社2008年 ISBN 4879812528
- 『新版 乳幼児健診ハンドブック』診断と治療社　初版は２００６年　新版は2019年 ISBN 4787824139
- 『イラストで見る乳幼児期のライフスキルトレーニング』合同出版２０２２年　ISBN　4772614842
- 『イラスト版小中学生のライフスキルトレーニング』合同出版２０２２年　ISBN978-4-7726-1500-6
- 『子どもの発達障害　外来診療の工夫』中山書店　２０２２年　ISBN978-4-521-74978-5
- 『知的障害を抱えた子どもたち：理解・支援・将来』図書文化　２０２４年　ISBN978-4-8100-4782-0
- 『こどもの発達障害：僕はこう診てきた』講談社　２０２５年　ISBN978-4-06-538254-7

### 共著・監修・編集
- 『算数の教え方』共著者：澳塩渚　合同出版2021年　ISBN 477261463X
- 『発達障害の子どもを伸ばす魔法の言葉かけ』講談社2013年　共著者：shizu　ISBN 4062596849
- 『つま先立ちのサンちゃん』著者たなかれもん　監修平岩幹男　扶桑社2019年 ISBN 4594082491
- 『教えて、のばす!発達障害をかかえた子ども』著者宍戸恵美子　監修平岩幹男　少年写真新聞社2011年 ISBN 4879813923
- 『子育て支援ハンドブック』編集日本小児科学会・日本小児保健協会・日本小児科医会・日本小児科連絡協議会ワーキンググループ、平岩幹男、ほか　日本小児医事出版社2011年 ISBN 4889242155
- 『グランドデザインから考える小児保健ガイドブック』著者秋山千枝子　編集平岩幹男ほか　診断と治療社2021年 ISBN 4787824732
- 『データで読み解く発達障害』編集平岩幹男ほか　中山書店2016年 ISBN 4521743714
- 『小児科外来や乳幼児健診で使える 食と栄養相談Q&A』監修平岩幹男　診断と治療社2016年 ISBN 478782208X
- 『発達障害の理解と対応 (小児科臨床ピクシス)』編集平岩幹男ほか　中山書店2014年 ISBN 4521739687
- 『自閉っ子サンちゃんのライフスキルトレーニング』著者たなかれもん　監修平岩幹男　合同出版2021年 ISBN 4772614788
- 『ゆっくりよみかきトレーニング』発達障害・ひらがなが苦手 どの子も伸ばす　著者武田洋子　監修平岩幹男　小学館2018年 ISBN 4098377608